# Tibério Semprônio Graco (cônsul em 215 a.C.)
Tibério Semprônio Graco (m. 212 a.C.;em latim: Tiberius Sempronius Graccus) foi um político da gente Semprônia da República Romana eleito cônsul por duas vezes, em 215 e 213 a.C., com Lúcio Postúmio Albino e Quinto Fábio Máximo respectivamente. Era filho de Tibério Semprônio Graco e tio de Tibério Semprônio Graco, cônsul em 177 a.C. e pai dos irmãos Graco.

## Segunda Guerra Púnica

### Mestre da cavalaria (216 a.C.)
Em 216 a.C., Graco foi edil curul, e pouco depois da batalha de Canas, foi escolhido como mestre da cavalaria (magister equitum) do ditador Marco Júnio Pera, que teve de formar um novo exército para enfrentar a Aníbal. Enquanto se encontravam no acampamento romano perto de Casilino, o ditador foi obrigado a retornar a Roma e confiou a Graco o comando do exército, mas com ordens de se abster de entrar em combate com o inimigo, apesar das oportunidades favoráveis e da fome pela qual passavam os habitantes sitiados de Casilino. Como único modo de ajudar os sitiados sem lutar contra o inimigo, Graco conseguiu, em três noites sucessivas, fazer descer pelo rio Volturno, que cruzava a cidade, tonéis cheios de provisões, que foram recolhidos com entusiasmo pelos habitantes.
Porém, à quarta noite, os barris foram levados a terra pelo vento e as ondas, e portanto descobertos pelo inimigo, que, aumentando a vigilância, impediram o envio de mais provisões a Casilino. A fome na cidade atingiu proporções desastrosas, obrigando o povo e a guarnição a alimentarem-se de couro, ratos e quaisquer ervas que podiam conseguir. A cidade acabou se rendendo. A guarnição conseguiu permissão para sair com a condição de pagar uma determinada quantia individual. Dos 570 homens, mais da metade morreram de fome, e os demais, com o seu comandante, Marco Anício, foram a Preneste. Pouco depois, Graco foi ter com o ditador em Roma para informá-lo sobre o estado das coisas e deliberar sobre as medidas a serem adotadas no futuro.
No final do ano, já em Roma, organizou, como edil curul, juntamente com Caio Letório, os Jogos Romanos, que duraram três dias inteiros.

### Primeiro consulado (215 a.C.)

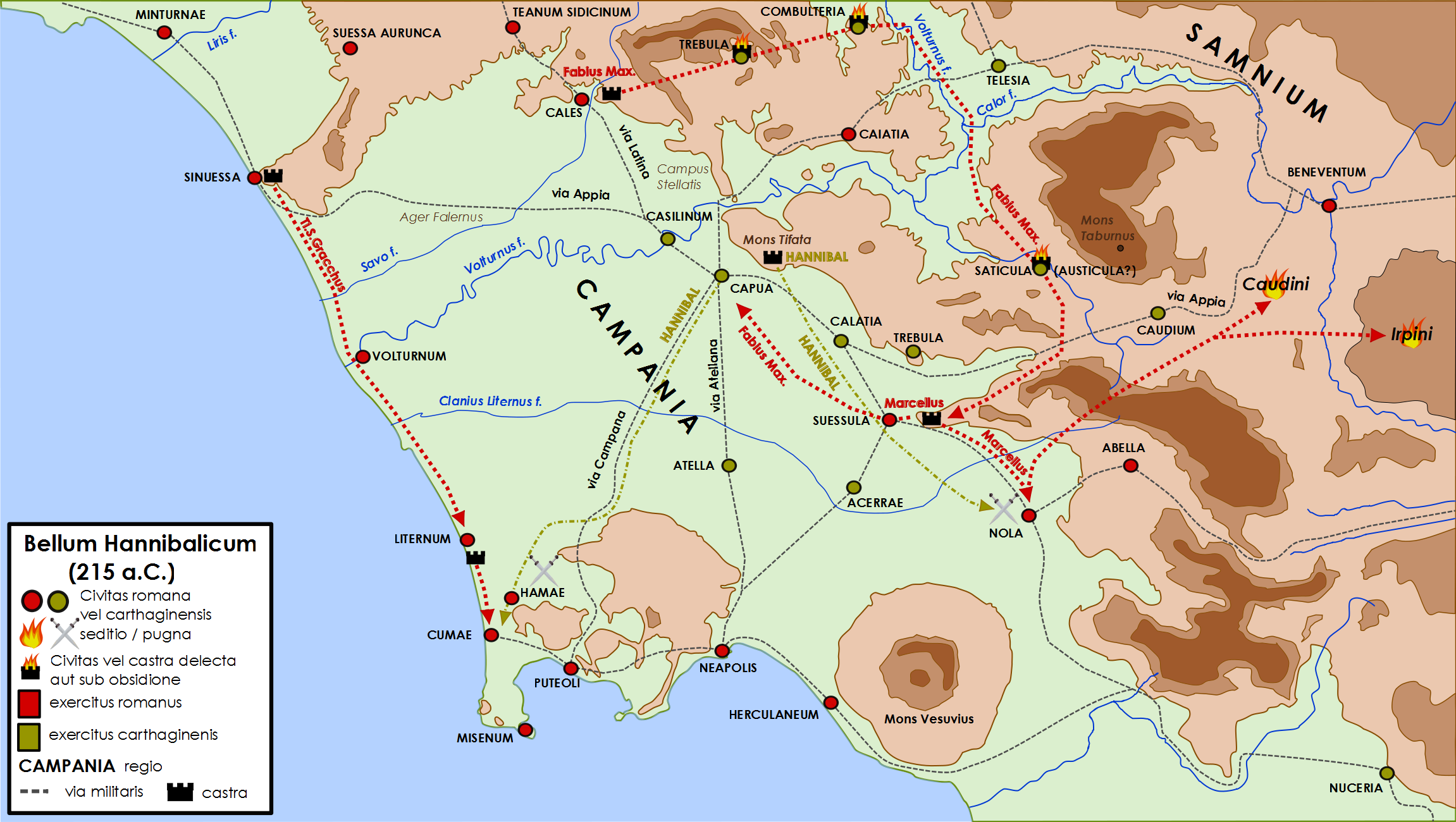
Campanhas militares na Campânia em 215 a.C.. Os movimentos de Graco se concentraram no litoral.

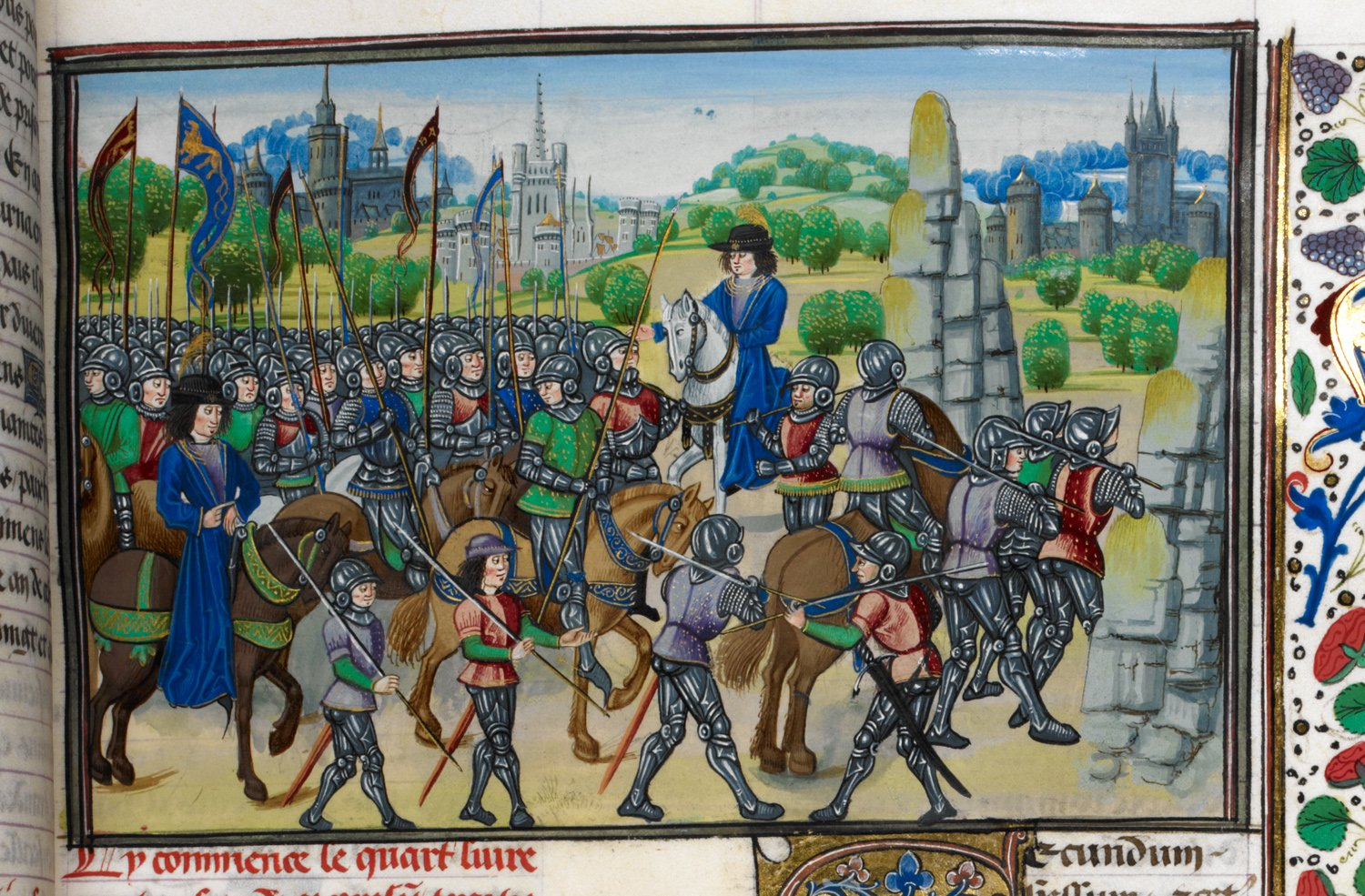
Iluminura de uma batalha entre cartagineses e romanos.

O ditador mostrou-se satisfeito com o comportamento de Graco, e recomendou-o para o consulado, ao qual foi eleito em de 215 a.C., junto com Lúcio Postúmio Albino (que morreria logo depois na emboscada da Floresta Litana). Era a época de um dos maiores desastres de Roma, mas Graco não perdeu a sua coragem, e inspirou confiança ao Senado.
Ele tomou o comando de 25 000 aliados e voluntários (volones) e, marchando através do rio Volturno, plantando o seu acampamento perto de Literno. Ele treinara e disciplinara as suas tropas para se enfrentar ao inimigo. Ao ouvir que os campânios estavam prestes a celebrar uma grande reunião em Hamae, marchou até Cumas, onde acamparam. A partir dali, realizou um ataque inesperado sobre a assembleia dos campânios, que foram rapidamente derrotados, com mais de 2 000 mortos, incluindo Mário Álfio, seu comandante. Logo em seguida, Graco regressou a Cumas e encontrou Aníbal acampado a pouca distância. Este, ao ficar a saber o ocorrido em Hamae, tentou liberar a cidade, mas chegou tarde e encontrou apenas cadáveres, decidindo então retornar ao seu acampamento em Tifata. Logo depois, Aníbal cercou Cumas, pois estava ansioso para se apoderar de uma cidade marítima. Assim, Graco se viu cercado por Aníbal e, como não podia confiar plenamente nas suas tropas, viu-se obrigado a esperar pela ajuda dos aliados romanos. Realizou uma sortida para tentar levantar o cerco e os cartagineses, tomados pela surpresa, perderam um grande número de homens e, antes que puderam reagir, Graco ordenou às suas tropas que voltassem para dentro dos muros da cidade. Aníbal esperava uma batalha regular, mas como Graco se manteve dentro da cidade, o general cartaginês finalmente levantou o cerco e voltou para Tifata. No final do ano, Tibério, depois de levar suas legiões de Cuma até Lucéria, na Apúlia, enviou o pretor Marco Valério Levino a Brundísio à frente do exército que havia liderado até Lucera, encarregando-o de defender a costa salentina e de vigiar os movimentos de Filipe V da Macedônia por causa da possibilidade de uma iminente guerra contra a Macedônia.

### Proconsulado (214 a.C.)
Por volta de 214 a.C., foi nomeado procônsul e, com as suas duas legiões de voluntários, o cônsul Fábio Màximo enviou-o a Benevento para evitar que as forças de Hanão se juntassem com as de Aníbal. Assim que Graco chegou à região, Hanão, à frente de um grande exército vindo de Brúcia (moderna Calábria), percebeu que havia chegado tarde demais, pois o local fora já ocupado por Graco. Quando este soube que Hanão instalara o seu acampamento no rio Cator e estava saqueando a região, marchou sobre ele, e postou-se à curta distância do inimigo.
Ao amanhecer do dia seguinte, seu desafio foi aceito. O exército de Graco, formado majoritariamente por escravos, enfrentou o exército cartaginês, composto por 17 000 soldados (a maioria de brútios e lucânios) e 1 200 cavaleiros. A chamada Batalha de Benevento foi muito intensa e prolongou-se durante várias horas, mas a perda dos cartagineses foi tão grande que Hanão, com a sua cavalaria, viu-se obrigado a fugir. Depois da batalha, Graco regressou com o seu exército a Benevento, onde os seus cidadãos os receberam com entusiasmo. Graco realizou depois uma pintura destas alegres cenas e as dedicou no Templo de Libertas, no Aventino, que fora construído pelo seu pai.

### Segundo consulado (213 a.C.)
Foi eleito cônsul novamente em 213 a.C. com Quinto Fábio Máximo, filho de Fábio Máximo. Enquanto Fábio foi enviado para a Apúlia, Graco recebeu o comando da guerra na Lucânia (moderna Basilicata), onde lutou em vários combates de menor importância e tomou algumas das cidades irrelevantes. Nomeou Caio Cláudio Centão como ditador comitiorum habendorum causa para convocar a Assembleia das centúrias para a eleição dos novos cônsules.

### Morte (212 a.C.)
Em 212 a.C., foi nomeado novamente procônsul da Lucânia e recebeu ordens de deixar o território e acampar com suas tropas perto de Benevento. Um triste presságio aconteceu antes de sua partida justamente quando Graco realizava um sacrifício. Depois de morto o animal, duas serpentes emergiram de um local escondido, se enfiaram nas entranhas do animal e comeram todo o seu fígado. Desapareceram logo depois. Os áugures o aconselharam a tentar um novo sacrifício, mas o mesmo aconteceu na segunda e na terceira tentativas.
Segundo a tradição, Graco morreu na Batalha dos Campos Antigos contra uma patrulha cartaginesa comandada por Magão, "depois de uma heroica resistência"; aparentemente sua morte foi resultado da traição do pretor Flavo Lucano, que, depois de desertar para o lado cartaginês, sugeriu o local e o momento exato para o ataque fatal. Outras fontes citam que ele teria sido morto perto do rio Calore Irpino, não muito longe de Benevento.
Há diversas versões sobre seu funeral. A mais popular é que conta que Aníbal teria montado uma pira funerária para ele na entrada de seu acampamento e que o exército cartaginês teria paradeado à frente do corpo enquanto o comandante cartaginês celebrava o funeral com todas as honras. Uma segunda versão, contada por Lívio, afirma que os cartagineses receberam a cabeça de Graco, que foi levada até Aníbal, que, por sua vez, enviou-a ao questor Cneu Cornélio Lêntulo, que, na presença do exército e da população de Benevento, celebrou o funeral. Lívio acrescenta a observação de que nenhuma versão merece crédito.

## Família
Não se sabe o nome de sua esposa, mas é certo que ele teve um filho, Tibério Semprônio Graco, que foi pontífice em 203 a.C. e morreu como áugure em 174 a.C. numa epidemia de peste. Seu irmão, Públio, era o pai de Tibério Graco Maior, casado com Cornélia Africana e pai dos irmãos Graco.